# Detrakce
Detrakce (odtrhávání, odlamování) je v geologii druh ledovcové eroze, která vzniká v rozpukaném skalním podloží, ze kterého ledovec při pohybu tlakem odtrhává kusy rozpukané skály. Je účinná při dočasném nebo lokálním přimrznutí spodiny ledovce k podloží.

## Vznik a výskyt
Stejně jako u exarace a deterze vzniká i detrakce erozivní činností ledovců jak vysokohorských, tak pevninských, a to jejich sunutím po skalním podloží. Projevuje se na skalním podkladu ledovcového splazu a spočívá v tom, že z něj ledovec vylamuje kusy hornin a spolu je dál sune, vleče. Jejich dalším opracováním (ohlazováním a zaoblováním na hranách) vznikají souvky. Vylamování kusů hornin ze skalního podkladu se děje zvláště tam, kde je skalní podklad prostoupen četnými odlučnými plochami nebo je silně rozpukán. Rozměry urvaných balvanů bývají často značné, až několik metrů. Tyto balvany tvoří hlavní součást spodní (základní) morény. Vyskytují se všude tam, kde kdysi bývaly ledovce, ať už vysokohorské, nebo pevninské.